# Overstroming van Sheffield

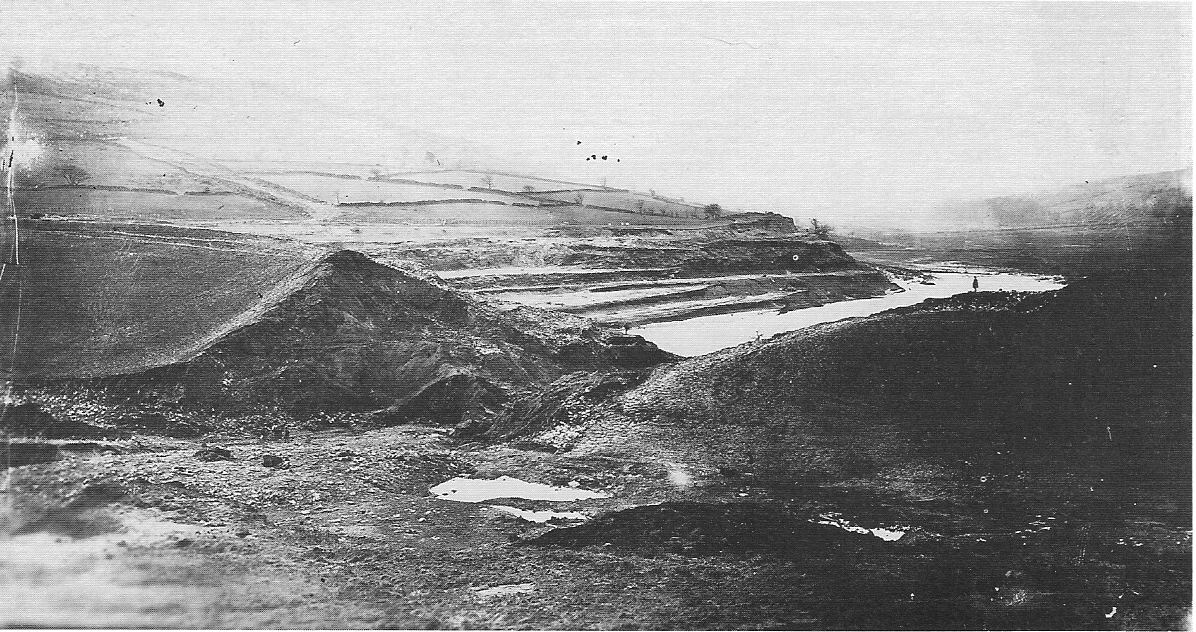
Dale Dyke Dam na de doorbraak

De overstroming van Sheffield was een ramp die op 11 maart 1864 plaatsvond in het noorden van de stad Sheffield. De breuk van de Dale Dyke Dam is de grootste door een stuwdam veroorzaakte ramp in de Britse geschiedenis. Ongeveer 240 mensen en duizenden dieren kwamen om en er was grote materiële schade in grote delen van de stad en in de omgeving.

## Voorgeschiedenis
In 1830 werd The Sheffield Waterworks Company opgericht omdat de gebrekkige watervoorziening van Sheffield geregeld tot uitbraken van epidemieën leidde. Nog in 1832 lieten ruim 400 inwoners het leven bij een uitbraak van cholera, een feit dat wordt herdacht met een groot monument hoog op een heuvel bij de stad. Sheffield betrekt zijn water hoofdzakelijk uit drie rivieren: de Loxley, de Don en de Rivelin. Deze worden gevoed vanuit het hogergelegen Peak District. In de vroege Victoriaanse periode bevonden zich langs deze rivieren talloze watermolens om slijperijen en staalfabrieken aan te drijven. De industriële activiteit in Sheffield bestond grotendeels in de fabricage van messen, vorken en lepels en de aanhoudende groei van deze nijverheid vergde een steeds grotere watertoevoer. Waterreservoirs moesten de stad voorzien van voldoende schoon drinkwater en waterkracht voor de industrie.
In de vallei van de Loxley zouden om de watervoorziening van de stad beter te regelen drie nieuwe waterreservoirs gebouwd worden: Agden Reservoir, Strines Reservoir en Dale Dyke Reservoir, dat ten westen van het dorp High Bradfield zou komen. Begin januari 1859 begon de aanleg van het Dale Dyke Reservoir. Uitvoerder was John Gunson uit Sheffield die handelde in opdracht van ingenieur John Towlerton Leather uit Leeds. Om het reservoir te realiseren bouwde men een driehoekige stuwdam die aan de basis 500 feet breed was en bovenaan 12 feet mat.
In de dam werd een waterdichte kern van klei verwerkt. De bouwwerkzaamheden duurden vier jaar.

## Verloop
Op 11 maart 1864 werd een scheur in de stuwdam opgemerkt. Het regende zwaar en het reservoir was geheel gevuld met naar schatting 2,6 miljoen kubieke meter water. De inwoners van Bradfield waren ongerust. Gunson die in Sheffield verbleef, werd gewaarschuwd door Stephenson Fountain, de zoon van een van de drie aannemers. Toen hij 's avonds laat bij de dam arriveerde, had de ter plaatse werkzame aannemer reeds extra openingen in het damlichaam laten ontsluiten om zo gecontroleerd meer water te laten wegstromen door een speciaal hiervoor voorzien afwateringsstuw. De dam bezat twee gietijzeren afwateringspijpen met kleppen die in geval van nood geopend konden worden. Gunson merkte op dat de inwoners van Bradfield, die geen vertrouwen meer hadden in een goede afloop, aanstalten maakten om het dorp te ontvluchten.
John Gunson begreep dat het afwateren via de openingen in de dam onvoldoende was om de druk op de dam te verminderen, ook al omdat het water in het reservoir door het stormachtige weer in de richting van de dam werd opgestuwd. Samen met aannemer Fountain besloot hij een poging te ondernemen om met dynamiet een gat in de dam te slaan. Dit mislukte; er begon water over de dam heen te stromen, en de scheur werd zienderogen breder.
Bijna exact om middernacht bezweek de gehele dam. John Gunson spoedde zich in zijn koets terug naar Sheffield terwijl miljoenen kubieke meters water ongeremd door de Loxley-vallei stroomden. Het water kwam letterlijk in stroomversnelling en ontwikkelde een alles vernietigende kracht.
Als eerste bedolf de vloed Low Bradfield en verzwolg vervolgens de huizen langs de Loxley. De inwoners van het dorp Damflask waren op tijd gealarmeerd en gevlucht, behalve een man die weigerde te geloven dat er gevaar bestond. Hij werd met zijn hele huis weggespoeld. Damflask hield voorgoed op te bestaan.
Meer naar het oosten bereikte het water de dorpen Hillsborough, Walkley en Owlerton. Walkley ligt op een heuvel en bleef gespaard. De vloedgolf volgde de loop van de Loxley, tot aan het punt waar deze uitmondt in de Don. Hij verkreeg daar nieuwe kracht door het toegevoegde water van deze rivier. Het gehucht Bacon Island werd verwoest en bestaat sedertdien niet meer; ook andere kleine nederzettingen werden geheel en al weggespoeld. Staalfabrieken aan de oevers van de rivier werden vernield. Uiteindelijk bereikte de vloedgolf het stadscentrum van Sheffield, dat grotendeels uit nauwe steegjes met slecht gebouwde bakstenen huizen bestond. Tientallen straten werden van de kaart geveegd. De golf stroomde verder oostwaarts richting Mexborough en Rotherham. ’s Anderendaags tegen tien uur ’s ochtends bereikte de vloedstroom Doncaster.

## Nasleep
Na de ramp werden circa 200 lijken geborgen die her en der verspreid lagen over Noord-Sheffield. Alle aangetroffen stoffelijke overschotten werden in scholen en pubs opgebaard, en in de kranten werden berichten met beschrijvingen van de lijken afgedrukt, zodat nabestaanden wisten waarheen te gaan om te pogen hun verwanten te identificeren. Meerdere welgestelde industriëlen verstrekten het gemeentebestuur geld om de onmiddellijke noden te lenigen. Ook Koningin Victoria doneerde £ 200. De onderzoeksrechter John Webster leidde het gerechtelijk onderzoek. Op 23 maart 1864 werden John Gunson en John Towlerton Leather door Webster op een hoorzitting ontboden. Het uiteindelijke oordeel van de jury was vaag en maakte slechts gewag van ‘onvoldoende vaardigheid en aandacht voor de constructie van de werken’. Het was bekend dat in de omgeving waar de dam werd aangelegd gevaar bestond voor grondverzakkingen. Om die reden was de oorspronkelijk beoogde positie van de Dale Dyke Dam reeds enkele honderden meters verplaatst. John Towlerton Leather weigerde echter toe te geven dat de mogelijkheid van een dambreuk voorzien had kunnen worden.
De procedures voor de schadevergoedingen voor alle individuele slachtoffers sleepten voort tot april 1865. De vergoedingen waren uiterst bescheiden en gebaseerd op verlies van eigendom; met immateriële schade werd geen rekening gehouden. In totaal was er een budget van circa £ 55.000 beschikbaar om schade te vergoeden; het speciale comité dat hiervoor was opgericht stelde na afloop van de procedures echter vast dat nog ongeveer £ 30.000 overbleef. De Sheffield Water Company werd tot het betalen van £ 275.000 veroordeeld. Het bedrijf slaagde er echter in het House of Commons een speciale wet aan te laten nemen die het mogelijk maakte de prijs van geleverd water met 25% te verhogen. In 1875 werd de Dale Dyke Dam ongeveer 500 meter hogerop in de vallei herbouwd. Ter hoogte van het voormalige dorp Damflask werd nog een extra reservoir gecreëerd.
Na een aanvankelijke periode van nationale aandacht in de Britse pers, die een aanzienlijk ramptoerisme naar de streek lokte, verdween de overstroming van Sheffield uit de aandacht. Eind 19de eeuw was men buiten Sheffield en omgeving de ramp grotendeels vergeten. Pas in 1991 werd op de weg langs de oorspronkelijke Dale Dyke Dam een kleine herdenkingsplaquette geplaatst.